# Diospilus fulvus
Diospilus fulvus är en stekelart som beskrevs av Papp 1995. Diospilus fulvus ingår i släktet Diospilus och familjen bracksteklar. Inga underarter finns listade i Catalogue of Life.